# 市原ショッピングスクエアビル
市原ショッピングスクエアビルは、千葉県市原市五井中央西にあった建物。旧称は市原ショッピングスクエアビル。略称はショッピングスクエア。

## 歴史
1976年、旧市原市役所の跡地に建設された。同年6月にはテナントにイトーヨーカドー市原店が開店した。
2010年5月にイトーヨーカドー市原店は閉店、この時点で開店から33年が経過していた。
翌2011年2月には建物を所有・管理している住友不動産など住友グループ3社が後継店舗の招致を断念した。
住友グループの後継招致断念より更に1年後の2012年2月現在にはテナント誘致不振により空きビル状態が続いており、同年2月12日には当ビルの市原市への無償譲渡がほぼ合意し、翌月2012年3月に住友3社が市原市へ無償譲渡を行い、市原市がこれを受諾し所有権が市に移った。この時点のビルの時価総額は10億円以上とみられている。市原市はこのビルの活用策として市庁舎移転も含めた検討を本格化させるとみられていた。
所有権の譲渡から2017年までの期間で市原市はビルの活用方針を土地・建造物も含めた売却方針に転換しており、2017年4月18日、市原市との売却契約の優先交渉権者が新昭和とあおぞら銀行に決定した。
売却の対象物件は市原市五井中央西二丁目の敷地面積1万265.34平方メートル (m2) 、および旧市原ショッピングスクエアビルほか2棟の総延床面積2万6,119.02m2となっており、売却基準額は21億2千万円である。
2022年現在はマンションとなっている。